# Sorvortantunturi
Sorvortantunturi är en kulle i Finland. Den ligger i Savukoski i landskapet Lappland, i den norra delen av landet, 900 km norr om huvudstaden Helsingfors. Toppen på Sorvortantunturi är 423 meter över havet, eller 84 meter över den omgivande terrängen. Bredden vid basen är 1,8 km.
Terrängen runt Sorvortantunturi är huvudsakligen platt.Trakten runt Sorvortantunturi är nära nog obefolkad, med mindre än två invånare per kvadratkilometer. Det finns inga samhällen i närheten. 